# Cohousing

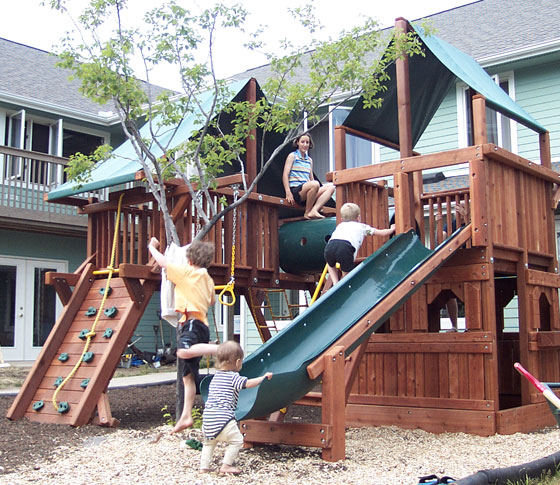
Playground de uma cohousing ao lado da casa comum

Cohousing é uma comunidade intencional de casas particulares agrupadas em torno de espaço compartilhado. Cada casa anexa ou unifamiliar possui comodidades tradicionais, incluindo uma cozinha privativa. Os espaços compartilhados geralmente apresentam uma casa comum, que pode incluir uma grande área de cozinha e sala de jantar, lavanderia e espaços de lazer. O espaço ao ar livre compartilhado pode incluir estacionamento, passarelas, espaço aberto e jardins. Os vizinhos também compartilham recursos como ferramentas e cortadores de grama.
As famílias têm renda independente e vida privada, mas os vizinhos planejam e gerenciam colaborativamente as atividades da comunidade e os espaços compartilhados. A estrutura legal é tipicamente uma associação de proprietários ou uma cooperativa habitacional. As atividades da comunidade incluem refeições, reuniões e dias úteis compartilhados regularmente. Os vizinhos se reúnem para festas, jogos, filmes ou outros eventos. A cohousing facilita a formação de clubes, a organização de cuidados a crianças e idosos e a partilha de caronas.
A cohousing facilita a interação entre vizinhos e, portanto, fornece benefícios sociais, práticos, econômicos e ambientais.

## Características
As comunidades de cohousing são geralmente estruturadas - em princípio e frequentemente em arquitetura - para incentivar interações frequentes e a formação de relacionamentos próximos entre seus membros. Os vizinhos são incentivados a cooperar na comunidade e a cuidar de seus vizinhos. Os empreendimentos de cohousing geralmente são intencionalmente limitados a cerca de 20 a 40 casas e frequentemente apresentam grandes áreas comuns para os moradores interagirem. Enquanto os empreendimentos de cohousing  são projetados para incentivar a comunidade, os moradores geralmente ainda têm o máximo de privacidade pessoal como eles querem. Os residentes podem escolher o quanto eles se envolvem para encontrar o equilíbrio certo entre sua privacidade e a comunidade. A tomada de decisão nas comunidades de cohousing  é geralmente baseada na formação de um consenso dentro da comunidade. Os moradores compartilham o espaço que todos podem usar, geralmente economizando dinheiro; no entanto, os moradores ainda podem gerenciar seu próprio espaço para atraí-los. Cohousing é semelhante a coliving, distinguido por unidades individuais em cohousing com comodidades pessoais, como cozinhas e banheiros, enquanto o coliving envolve o uso comunitário de banheiros compartilhados e espaços comuns, como cozinhas e salas de estar.

## Origens
A moderna teoria de cohousing se originou na Dinamarca, na década de 1960, entre grupos de famílias que estavam insatisfeitas com a habitação e as comunidades existentes que, segundo eles, não atendiam às suas necessidades. Bodil Graae escreveu um artigo de jornal intitulado "As crianças deveriam ter cem pais", estimulando um grupo de 50 famílias a se organizar em torno de um projeto comunitário em 1967. Esse grupo desenvolveu o projeto de cohousing Sættedammen, que é a mais antiga comunidade moderna de cohousing conhecida. Outro organizador importante foi Jan Gudmand Høyer, que se inspirou em seus estudos de arquitetura em Harvard e na interação com comunidades experimentais dos EUA na época. Ele publicou o artigo "O elo perdido entre a utopia e a casa unifamiliar datada" em 1968, convergindo para um segundo grupo.
O termo dinamarquês bofællesskab (comunidade viva) foi introduzido na América do Norte como cohousing por dois arquitetos americanos, Kathryn McCamant e Charles Durrett, que visitaram várias comunidades de cohousing e escreveram um livro sobre o assunto. O livro repercutiu em algumas comunidades existentes e em formação, como Sharingwood, no estado de Washington, e N Street, na Califórnia, que adotaram o conceito de cohousing como uma cristalização do que eles já tratavam. Embora a maioria dos grupos de cohousing busque desenvolver comunidades multigeracionais, alguns se concentram na criação de comunidades seniores. Charles Durrett mais tarde escreveu um manual sobre a criação de cohousing sênior. A primeira comunidade nos Estados Unidos a ser projetada, construída e ocupada especificamente para cohousing é o Muir Commons em Davis, Califórnia. Kathryn McCamant e Charles Durrett foram responsáveis pela programação e pelo design do plano do local, casa comum e casas particulares.
Há precedentes para a cohousing na década de 1920 em Nova York com a moradia cooperativa com instalações compartilhadas e boa interação social. O design de moradias em Siheyuan, na China, possui um pátio compartilhado e, portanto, é similar em alguns aspectos à cohousing.

## Crescimento
As comunidades de cohousing fazem parte da nova economia cooperativa nos Estados Unidos e devem expandir-se rapidamente nas próximas décadas, à medida que indivíduos e famílias procuram viver de forma mais sustentável e em comunidade com os vizinhos. Desde que a primeira comunidade de cohousing foi concluída nos EUA - Muir Commons em Davis, Califórnia, agora comemorando 25 anos - mais de 160 comunidades foram estabelecidas em 25 estados além do Distrito de Columbia, com mais de 125 em processo. A maioria das comunidades de cohousing é intergeracional com crianças e idosos; nos últimos anos, a cohousing sênior focada nas necessidades dos idosos cresceu. Essas comunidades são variadas, mas geralmente são favoráveis ao meio ambiente e socialmente sustentáveis.
Centenas de comunidades de cohousing existem na Dinamarca e em outros países do norte da Europa. No Canadá, existem 14 comunidades concluídas e aproximadamente 22 na fase de formação, desenvolvimento ou construção. Existem mais de 300 comunidades de cohousing na Holanda (73 de geração mista e 231 de cohousing sênior), com cerca de 60 outras em fase de planejamento ou construção. Também existem comunidades na Austrália, no Reino Unido e em outras partes do mundo.
A cohousing começou a se desenvolver no Reino Unido no final dos anos 90. O movimento foi gradualmente ganhando força e agora existem 14 comunidades de cohousing. Outros 40 grupos de cohousing estão desenvolvendo projetos e novos grupos estão se formando o tempo todo. As comunidades de cohousing no Reino Unido variam de cerca de 8 famílias a cerca de 30 famílias. A maioria das comunidades são comunidades mistas com pessoas solteiras, casais e famílias, mas algumas são apenas para pessoas com mais de 50 anos e uma é apenas para mulheres com mais de 50 anos. As próprias comunidades variam de novos empreendimentos construídos a modernos padrões ecológicos a conversões de tudo, desde fazendas a mansões jacobinas a antigos edifícios hospitalares e estão em locais urbanos, rurais e semi-rurais.

## Planejamento
Como cada comunidade de cohousing é planejada em seu contexto, uma característica fundamental desse modelo é a flexibilidade para as necessidades e valores de seus residentes e as características do local. A acomodação pode ser urbana, suburbana ou rural. A forma física é tipicamente compacta, mas varia de apartamentos baixos a residências urbanas a casas geminadas e casas não geminadas. Eles tendem a manter os carros na periferia, o que promove a caminhada pela comunidade e a interação com os vizinhos, além de aumentar a segurança das crianças que brincam na comunidade. O espaço verde compartilhado é outra característica, seja para jardinagem, lazer ou lugares para se reunir. Quando há mais terra disponível do que o necessário para as estruturas físicas, as estruturas geralmente são agrupadas, deixando o máximo possível de terreno "aberto" para uso compartilhado. Esse aspecto da acomodação aborda diretamente o crescente problema da expansão suburbana.

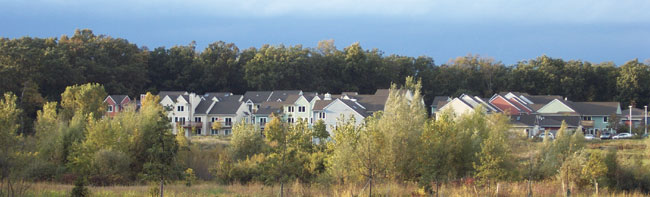
Comunidade de coabitação ilustrando a preservação do espaço verde, habitações bem agrupadas e estacionamento na periferia. (Sunward Cohousing, Ann Arbor, Michigan, 2003).

Além das comunidades recém-construídas "do zero" (incluindo aquelas que se adaptam / reutilizam fisicamente as estruturas existentes), há também comunidades "adaptadas" (também conhecidas como "orgânicas") nas quais os vizinhos criam "bairros intencionais" comprando propriedades adjacentes e removem cercas. Muitas vezes, eles criam amenidades comuns, como casas comuns, posteriormente, enquanto moram lá. N Street Cohousing em Davis, CA, é o exemplo canônico desse tipo; surgiu antes que o termo cohousing fosse popularizado nos Estados Unidos.
A cohousing difere de alguns tipos de comunidades intencionais, pois os moradores não têm uma economia compartilhada ou um conjunto comum de crenças ou religião, mas investem na criação de uma comunidade socialmente rica e interconectada. Uma estrutura não hierárquica que emprega um modelo de tomada de decisão por consenso é comum no gerenciamento de cohousing. Os indivíduos assumem papéis de liderança, como sendo responsáveis por coordenar um jardim ou facilitar uma reunião.

## Modelos de propriedade
As comunidades de cohousing nos EUA atualmente contam com uma das duas formas legais existentes de propriedade imobiliária: casas com títulos individuais e áreas comuns pertencentes a uma associação de proprietários (condomínios) ou uma cooperativa habitacional. A propriedade do condomínio é o modelo mais comum porque se encaixa nos modelos de instituições financeiras e cidades para o desenvolvimento de empreendimentos habitacionais de várias unidades  ocupadas por proprietários. Os bancos americanos financiam mais prontamente casas e condomínios unifamiliares do que as cooperativas habitacionais. Charles Durrett ressalta que o aluguel compartilhado é um modelo futuro muito provável, pois já está sendo praticado na Europa.
A cohousing difere do desenvolvimento de condomínio padrão e das subdivisões planejadas porque o empreendimento é projetado por ou com considerável contribuição de seus futuros residentes. O processo de design invariavelmente enfatiza conscientemente a promoção de relações sociais entre seus residentes. As instalações comuns são baseadas nas necessidades reais dos residentes, e não no que um desenvolvedor pensa que ajudará a vender unidades. A rotatividade nos empreendimentos de cohousing é geralmente muito baixa e geralmente existe uma lista de espera para que as unidades estejam disponíveis.
Na Europa, o termo "empreendimentos conjuntos" foi cunhado para definir a forma de propriedade e moradia caracterizada como cohousing. De acordo com a Rede Europeia de Conhecimento Urbano (EUKN): "Empreendimentos conjuntos são uma federação legal de pessoas dispostas a construir que desejam criar moradias ocupadas pelos proprietários e participar ativamente do planejamento e construção".